# Neoharmsia baronii
Neoharmsia baronii là một loài rau đậu thuộc họ Fabaceae.
Nó chỉ được tìm thấy ở Madagascar.